# Trésor de Grouville

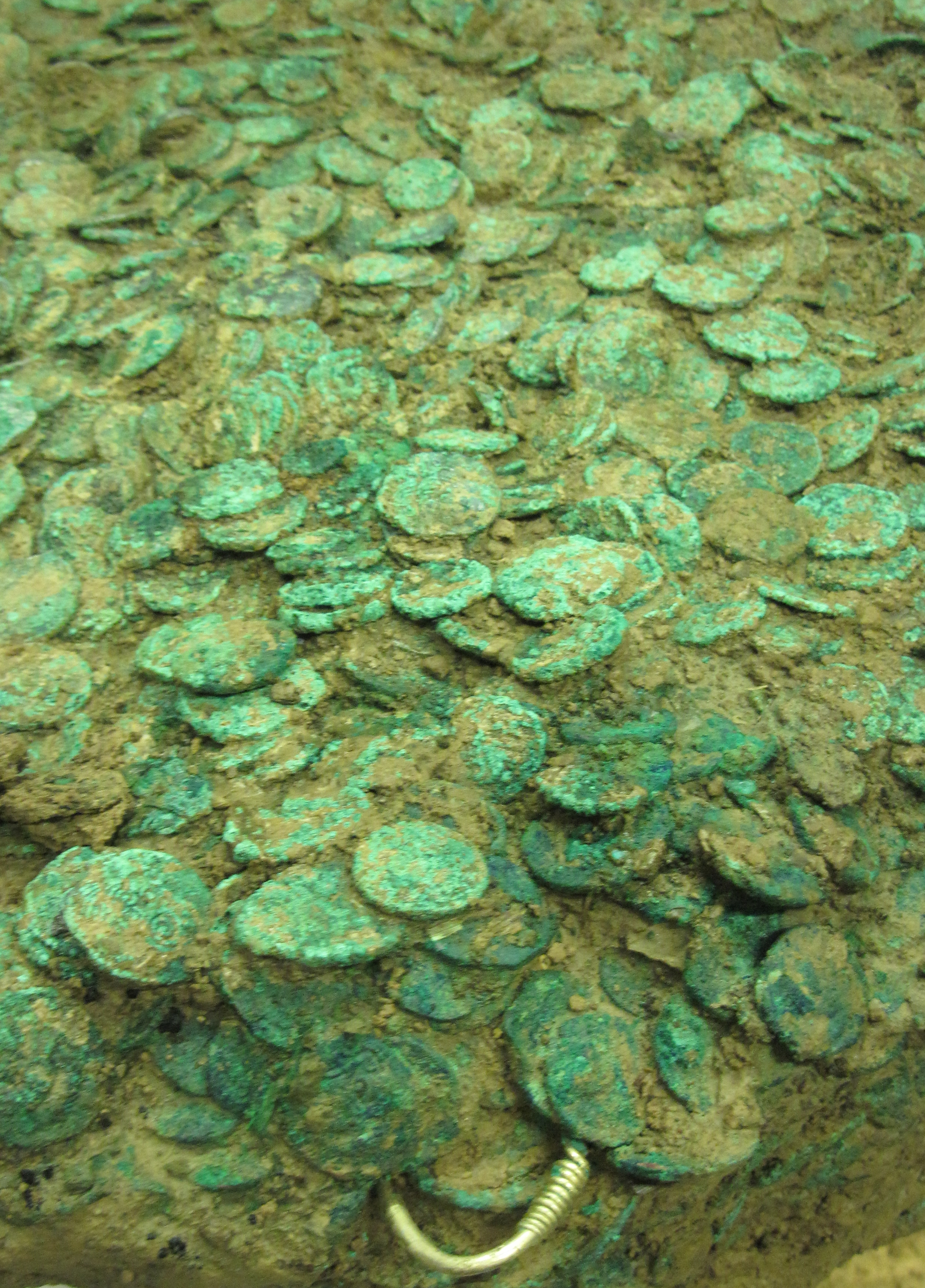
Le trésor de Grouville à Jersey : vue partielle du dépôt.

Le trésor de Grouville est un trésor archéologique découvert en juin 2012 sur le territoire de la paroisse de Grouville sur l'île anglo-normande de Jersey et composé de nombreuses pièces de monnaie et de bijoux datant de la toute fin de l'âge du fer. Cette découverte a été baptisée par les scientifiques « Le Câtillon II ».

## Histoire
Le trésor de Grouville a été découvert au moyen de détecteur de métaux par deux prospecteurs, Reg Mead et Richard Miles, dans un lieu tenu secret, un champ situé dans la paroisse de Grouville sur le côté oriental de Jersey. Il est le plus grand trésor jamais trouvé à Jersey et demeure la première grande découverte archéologique faite par des prospecteurs de métaux sur l'île anglo-normande et la seconde découverte archéologique d'importance avec le trésor de pièces antiques découvert en 1935 à La Marquanderie sur la paroisse de Saint-Brelade.
Mead et Miles commencèrent leur détection de métal dans la zone où un trésor avait été signalé dans les années 1980 par un agriculteur qui avait quelques années plus tôt découvert un certain nombre de pièces d'argent dans un pot en terre cuite caché sous les racines d'un arbuste d'une haie clôturant son champ.
Selon Neil Mahrer conservateur au Jersey Heritage et les archéologues de la Société Jersiaise, le trésor appartenait à la tribu gauloise des Coriosolites qui vivaient dans la région de Saint-Malo et de Dinan aux confins des régions actuelles de la Normandie et de la Bretagne, autour de la vallée de La Rance. Des Coriosolites fuyant l'arrivée des troupes de Jules César auraient emportés avec eux leur trésor sur l'île voisine de Jersey et l'auraient cachés entre les années 60 et 50 av. J.-C.. L'historien et numismate Philip de Jersey, originaire de l'île voisine de Guernesey, travaille au dégagement des quelque 70 000 pièces de monnaie de leur gangue d'argile et de corrosion, pesant environ 750 kilos. Le trésor étant très corrodé, le dégagement des monnaies est progressif. En l'état actuel, une douzaine de torques en or et en bronze ont été repérés, ainsi qu'une bague, une probable hache polie, une broche en argent et quelques bracelets. La fin de l'inventaire en 2017 a révélé qu'outre les quarts de statères coriosolites, le dépôt contenait aussi des monnaies d'autres tribus armoricaines (Osismes, Riedones, Vénètes, Baïocasses), mais aussi des monnaies britonnes (Durotriges). Ces découvertes ont permis de mieux dater l'enfouissement du trésor de Grouville, la période retenue étant dorénavant de 50 à 30 av. J.-C., après la conquête des Gaules. 
La propriété du trésor ne relève pas du Treasure Act qui est une loi du Royaume-Uni votée en 1996. Les États de Jersey disposent de leur propre juridiction d'origine normande. La valeur du trésor a été partagée entre les deux découvreurs et le propriétaire du terrain. Les pièces devraient pouvoir rejoindre les archives du Jersey Heritage.

### Analyse du dépôt

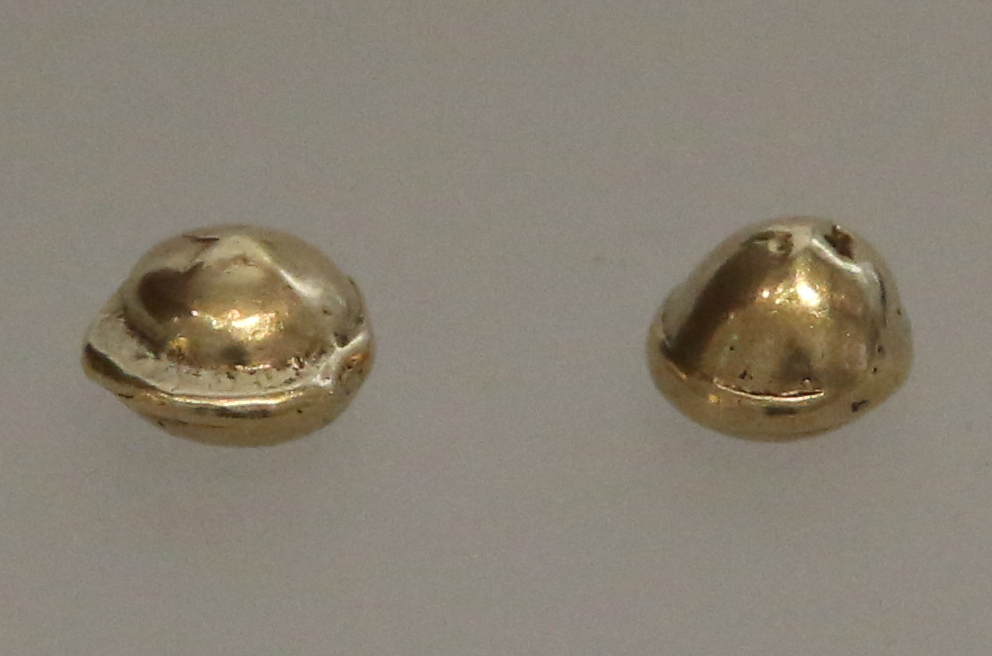
Deux « globules à la croix » comme ceux découverts sur ce site.

Le dépôt monétaire baptisé « Le Câtillon II » — en référence à un premier trésor nommé Le Câtillon I découvert non loin en 1957 et comprenant environ 2 500 monnaies celtes —, a été étudié à partir de 2014 par une équipe dirigée par le conservateur de musée Neil Mahrer (Jersey Heritage) et Philip de Jersey (université d'Oxford), associant Karl Harrison et Andrew Shortland, chercheurs à la Université de Cranfield et deux archéologues, Viki Le Quelenec et Georgia Kelly. Fin 2017, une première série de publications portant sur le contexte, l'extraction et l'analyse du dépôt est publiée par Robert Waterhouse de la Société Jersiaise, complétée par des rapports d'analyses plus fins sur les types de monnaie découverts, publiés par Philip de Jersey sur Academia : parmi les monnaies trouvées, une vingtaine de « globules à la croix » en or, un type rarissime attribué au Sénons ou aux Carnutes, et qui se présente sous la forme d'une bille moulée pesant un peu plus de 7 g, estampée d'une croix ; des potins dont un type « aux croisettes » des Durocasses ; des statères en argent attribués aux Durotriges, entre autres.